# Fortunio Bonanova
Fortunio Bonanova, pseudoniem van Josep Lluís Moll (Palma de Mallorca, Spanje, 13 januari 1895 – Woodland Hills, Californië, 2 april 1969), was een Spaanse baritonzanger en acteur. Naast zingen en acteren heeft hij ook romans, toneelstukken en operettes geschreven.

## Levensloop
Bonanova studeerde rechten aan de Universiteit van Madrid maar schakelde later over op de muziek. Hij studeerde onder andere aan de Real Conservatorio Superior de Música de Madrid en het Conservatoire de Paris, de conservatoria van Madrid en Parijs. Zijn operacarrière begon hij op zeventienjarige leeftijd te Madrid. In latere jaren speelde hij in de opera van Parijs en ging hij op tournee door Europa en Latijns-Amerika.
In de jaren twintig begon hij een tweede carrière als acteur. In 1922 speelde hij in zijn eerste film, de Spaanse stomme film Don Juan Tenorio. Twee jaar later, in 1924, regisseerde hij zijn eigen film over Don Juan en speelde hij tevens de titelrol. In 1930 vertrok Bonanova naar de Verenigde Staten om daar naast Katharine Cornell in het Broadway-stuk Dishonored Lady te spelen. Hij was in verscheidene films te zien, waaronder Citizen Kane (1941) van Orson Welles, als de zangleraar van Kanes vrouw Susan. Andere films waarin hij te zien is, zijn onder andere For Whom the Bell Tolls (1943) en Double Indemnity (1944). In latere jaren was hij veelvuldig te zien in verscheidene, vaak komische, karakterrollen.
Bonanova overleed op 74-jarige leeftijd aan een hersenbloeding.